# Franz Stiebitz

Franz Stiebitz

Franz Stiebitz (* 24. Juli 1899 in Techobusitz; † 12. Dezember 1945) war ein deutscher Politiker (NSDAP).

## Leben und Wirken
Nach dem Besuch der Volksschule und der Realschule trat Franz Stiebitz im März 1917 in das schwere Feldartillerie-Regiment Nr. 26, Leitmeritz, ein. Stiebitz nahm als Soldat am Ersten Weltkrieg teil. Von 1918 bis 1922 wurde er an der landwirtschaftlichen Akademie und in der landwirtschaftlichen Abteilung der technischen Hochschule Tetschen-Liebwerd ausgebildet, wo er das Landwirtschafts- und das Ingenieurdiplom erwarb. Anschließend ließ er sich als Landwirt nieder.
1935 wurde Stiebitz zum Kreisbauernführer der Sudetendeutschen Partei (SdP) ernannt. 1936 wurde er Vorsitzender des sudetendeutschen Bauernrates und 1938 Vorsitzender der Geschäftsstelle der deutschen Land- und Forstwirtschaft in der Tschechoslowakei. Im Zuge der Zuspitzung der Sudetenkrise schloss er sich dem Sudetendeutschen Freikorps an, wo er Bataillonsführer wurde. Nach der deutschen Annexion der Sudetengebiete im Herbst 1938 durch das nationalsozialistische Deutsche Reich übernahm er Aufgaben als Landeshauptabteilungsleiter II und Mitglied des Reichsbauernrates. Nach der Ergänzungswahl vom 4. Dezember 1938 trat Stiebitz auf Reichswahlvorschlag für die sudetendeutschen Gebiete in den nationalsozialistischen Reichstag ein, dem er bis zum Ende der NS-Herrschaft im Frühjahr 1945 angehörte. Von etwa 1943 bis zum Kriegsende war er Landesbauernführer der Landesbauernschaft Sudetenland.
Stiebitz soll 1945 in der Tschechoslowakei wegen Fahnenflucht hingerichtet worden sein.